# Gyrinus aeratus
Gyrinus (Gyrinus) aeratus – gatunek wodnego chrząszcza z rodziny krętakowatych i podrodziny Gyrininae.

## Taksonomia
Gatunek został opisany w 1835 roku przez Jamesa Francisa Stephensa.

## Opis
Ciało długości od 4,4 do 5,8 mm, najszersze pośrodku. Przedplecze wąsko obrzeżone. Mikrorzeźba złożona z nakłuć I (względnie II) rzędu i siateczkowatego deseniu. Pokrywy o wierzchołku łagodnie łukowatym, ostatnim rzędzie punktów niezachodzącym na obrzeżenie, punktach dużych i gęsto rozmieszczonych, na całej długości wąsku i równo obrzeżone, u samców silniej błyszczące niż u samic. Podgięcia pokryw, śródpiersie oraz analny sternit ubarwione ciemnobrunatno. Pazurki odnóży zaczernione. Prącie u wierzchołka nierozszerzone.

## Biologia i ekologia
Krętak ten preferuje wody wolno płynące i strefę przybrzeżną jezior. lecz bywa poławiany w innych rodzajach zbiorników wodnych.

## Rozprzestrzenienie
Gatunek palearktyczny. W Europie wykazany został z Białorusi, Belgii, Chorwacji, Czech, Danii, EstoniiFinlandii, Francji, Holandii, Niemiec, Norwegii, Polski, północnej Rosji, Szwecji, Ukrainy i Wielkiej Brytanii. Ponadto znany z północnej Azji. W Polsce na terenie całego kraju.